# 大阪府立富田林高等学校千早赤阪分校
大阪府立富田林高等学校千早赤阪分校（おおさかふりつ とんだばやしこうとうがっこうちはやあかさかぶんこう）は、かつて大阪府南河内郡千早赤阪村桐山にあった大阪府立富田林高等学校の分校である。交通の便が悪かった時代に千早赤阪村在住の学生の進学先確保のために作られたが、その後の道路整備などによって同村から周辺都市への通学も容易になり、設立当初の役目を果たしたことで廃校となった。

## 沿革
学校の起源は、大阪府立富田林高等学校が南河内郡に設置した定時制分校にさかのぼる。当時の南河内郡千早村（現在の千早赤阪村）に1948年9月、大阪府立富田林高等学校千早分校が設置された。学制改革で廃校となった千早村立家政女学校を実質的に継承・改編する形で、4年制の昼間定時制家庭科として開設されている。千早分校は千早村立小学校（千早赤阪村立千早小吹台小学校の前身）に併設された。さらに1951年には、当時の南河内郡赤阪村（現在の千早赤阪村）の住民の要望を受ける形で、大阪府立富田林高等学校赤阪分校が設置された。赤阪分校は赤阪村立中学校（千早赤阪村立中学校の前身）に併設され、4年制の昼間定時制家庭科、および4年制の夜間定時制普通科の2学科が設置された。
千早分校と赤阪分校は1959年に統合し、大阪府立富田林高等学校千早赤阪分校として発足した。開校当初は千早赤阪村立中学校に併設されていた。千早赤阪分校では前身校を引き継ぎ、4年制の昼間定時制家庭科、および4年制の夜間定時制普通科の2学科が設置された。その後1963年に昼間定時制家庭科を全日制家庭科へと移行した。家庭科は1965年に家政科と改称している。夜間定時制普通科は1969年に廃止され、在籍者は富田林高校本校の夜間定時制へと転籍することになった。1965年には千早赤阪村桐山40番地に独立校舎を設置して移転している。
しかし1997年以降の新入生募集を停止し、在校生が卒業した1999年3月に閉校となった。

### 年表
- 1948年9月 - 府立富田林高等学校の千早分校を開設。
- 1951年4月1日 - 同校の赤阪分校を開設。
- 1959年4月1日 - 千早・赤阪の両分校を統合、千早赤阪分校となる。昼間定時制家庭科・夜間定時制普通科を設置。
- 1963年 - 全日制課程家庭科を設置。定時制家庭科を廃止（全日制に移行）。
- 1965年4月 - 家庭科を家政科に改称。
- 1965年5月 - 千早赤阪村桐山の独立校舎に移転。
- 1969年 - 定時制課程を廃止（在籍者は富田林高校本校定時制へ転入）。
- 1999年 - 廃校。

## 学科
- 全日制課程 - 家政科（1963年-1999年）
- 定時制課程 - 家庭科（1948年-1963年）・普通科（1951年-1969年）